# IC 4113
IC 4113 је галаксија у сазвјежђу Береникина коса која се налази на листи објеката дубоког неба у Индекс каталогу.
Деклинација објекта је + 20° 28' 25" а ректасцензија 13h 3m 3,4s. Привидна величина (магнитуда) објекта IC 4113 износи 16,0 а фотографска магнитуда 17,0.